# Tempestade tropical Imelda (2019)
A Tempestade Tropical Imelda foi o quinto ciclone tropical mais chuvoso já registado no continente americano, causando inundações devastadoras e recordes no sudeste do Texas. Foi o décimo-primeiro ciclone tropical e a nona tempestade nomeada da temporada de furacões no oceano Atlântico de 2019, Imelda formou-se de uma zona de trovoadas de nível superior que se desenvolveu no Golfo do México e se moveu para o oeste. Pouco desenvolvimento ocorreu até que o sistema estivesse perto da costa do Texas, onde rapidamente se transformou em uma tempestade tropical antes de chegar a terra em pouco tempo em 17 de setembro. Imelda enfraqueceu após o desembarque, mas continuou trazendo grandes quantidades de chuva para o Texas e a Luisiana, antes de se dissipar em 21 de setembro.
Os impactos começaram quando Imelda atingiu a terra como uma tempestade tropical fraca. O sistema trouxe chuvas fortes acompanhadas de inundações perigosas para partes do sudeste do Texas (especialmente as cidades de Galveston e Beaumont). À medida que o seu movimento diminuía gradualmente sobre a terra, forma necessárias dezenas de resgates da água até 19 de setembro, quando as áreas ficaram sobrecarregadas pelas chuvas, com algumas áreas com mais de 43 in (1,100 mm) de chuva. O prejuízo total é estimado em mais de US $ 5  bilhões. e causou pelo menos 2 mortes e deixou até mais de um metro de chuva.

## História meteorológica

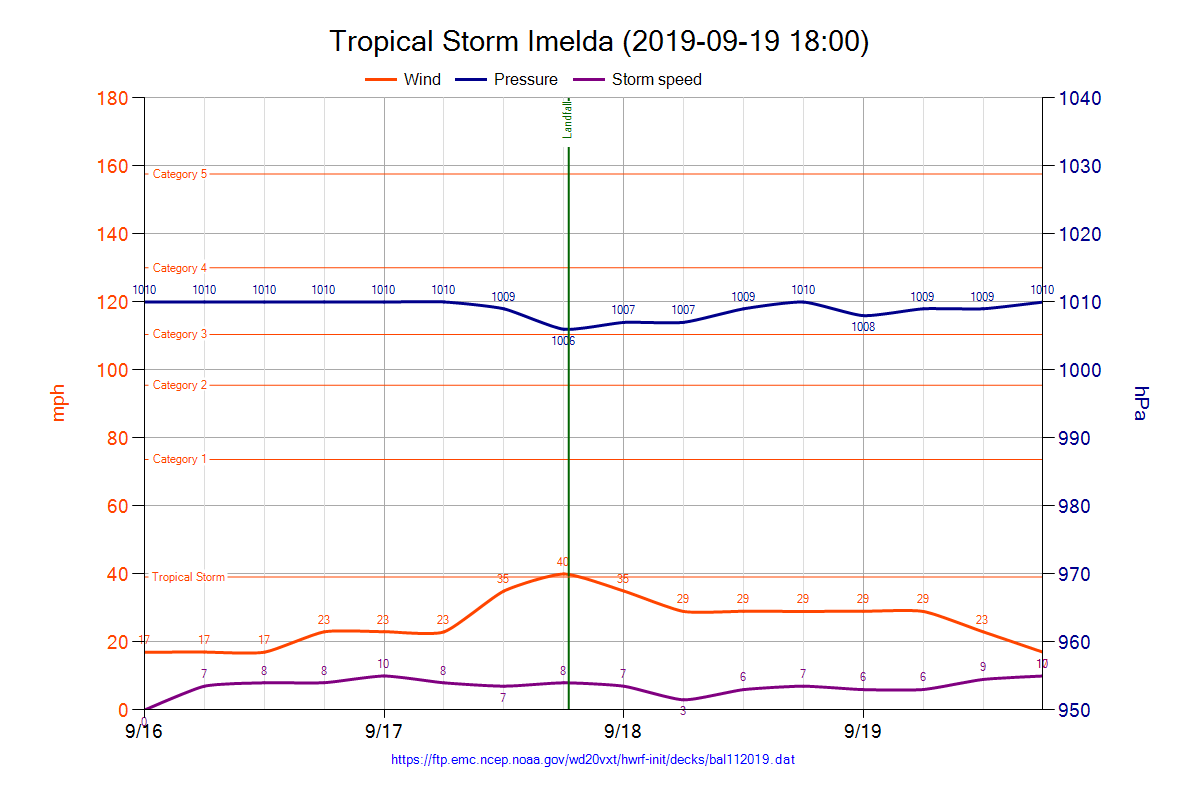
Variação da pressão, dos ventos e da velocidade de deslocação

Em 14 de setembro, o National Hurricane Center começou a monitorar um nível mais baixo da costa oeste da Flórida para um possível desenvolvimento tropical. Durante os dias seguintes, o sistema mudou-se para o oeste através do Golfo do México, embora o NHC tenha dado à perturbação apenas uma baixa chance de desenvolvimento. Em 17 de setembro, o sistema alcançou a costa leste do Texas. Logo depois organizou-se rapidamente num sistema na costa do Texas e às 17:00 UTC daquele dia, o sistema organizou-se na Depressão Tropical Onze. Às 17:45 UTC, uma plataforma de observação em Freeport, Texas registou ventos sustentados de 40 mph (65) km/h) com rajadas de 47   mph (76) km/h), indicando que a depressão havia se fortalecido para a tempestade tropical Imelda. Pouco tempo depois, às 18:30 UTC, Imelda atingiu a terra perto de Freeport, Texas, em intensidade de pico, com ventos sustentados máximos de 1 minuto de 45 mph(65) km/h) e uma pressão central mínima de 1,003 mbar (29.6 inHg). Imelda enfraqueceu após chegar a terra, tornando-se uma depressão tropical às 03:00 UTC no dia seguinte. Naquele momento, o NHC passou a responsabilidade pela emissão de avisos ao Centro de Previsão Meteorológica (WPC).
Imelda manteve o estatuto de depressão tropical sobre a terra pelos próximos 2 dias, enfraquecendo e desacelerando gradualmente o seu movimento, antes de degenerar para um nível remanescente em 19 de setembro, quando começou a passar pela Luisiana ; Os remanescentes de Imelda continuaram produzindo fortes chuvas e alguns tornados isolados. Os restos de Imelda persistiram por mais alguns dias, antes de se dissiparem no início de 21 de setembro.

## Impactos
| Ciclones tropicais mais severos — Estados Unidos Recordes obtidos | Ciclones tropicais mais severos — Estados Unidos Recordes obtidos | Ciclones tropicais mais severos — Estados Unidos Recordes obtidos | Ciclones tropicais mais severos — Estados Unidos Recordes obtidos | Ciclones tropicais mais severos — Estados Unidos Recordes obtidos | Ciclones tropicais mais severos — Estados Unidos Recordes obtidos |
| Precipitação                                                      | Precipitação                                                      | Precipitação                                                      | Tempestade                                                        | Local                                                             | Ref                                                               |
| Ranking                                                           | mm                                                                | in                                                                | Tempestade                                                        | Local                                                             | Ref                                                               |
| ----------------------------------------------------------------- | ----------------------------------------------------------------- | ----------------------------------------------------------------- | ----------------------------------------------------------------- | ----------------------------------------------------------------- | ----------------------------------------------------------------- |
| 1                                                                 | 1538.7                                                            | 60.58                                                             | Harvey 2017                                                       | Nederland                                                         | [ 11 ]                                                            |
| 2                                                                 | 1219.2                                                            | 48.00                                                             | Amelia 1978                                                       | Medina, Bandera County, Texas                                     | [ 11 ]                                                            |
| 3                                                                 | 1143.0                                                            | 45.00                                                             | Claudette 1979                                                    | Alvin coop site                                                   | [ 12 ]                                                            |
| 4                                                                 | 1096                                                              | 43.15                                                             | Imelda 2019                                                       | Condado de Jefferson                                              | [ 13 ]                                                            |
| 5                                                                 | 1033.3                                                            | 40.68                                                             | Allison 2001                                                      | Moore Road Detention Pond                                         | [ 11 ]                                                            |
| 6                                                                 | 1008.6                                                            | 39.71                                                             | Furacão de setembro de 1921                                       | Thrall                                                            | [ 14 ]                                                            |
| 7                                                                 | 762.0                                                             | 30.00                                                             | Tempestade Tropical 14 de setembro de 1936                        | Broome                                                            | [ 14 ]                                                            |
| 8                                                                 | 755.9                                                             | 29.76                                                             | Semnome 1960                                                      | Port Lavaca #2                                                    | [ 11 ]                                                            |
| 9                                                                 | 695.5                                                             | 27.38                                                             | Beulah 1967                                                       | Pettus                                                            | [ 11 ]                                                            |
| 10                                                                | 688.3                                                             | 27.10                                                             | Alice 1954                                                        | Pandale                                                           | [ 14 ]                                                            |

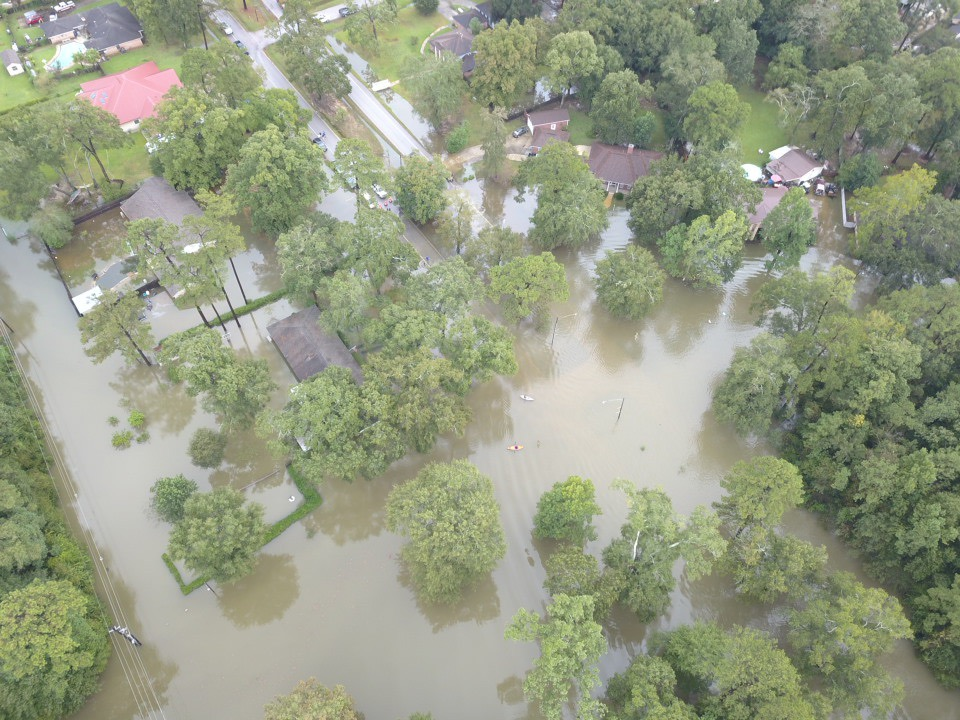
Vista aérea de inundações na floresta romana, Texas

Durante a manhã de 19 de setembro, Imelda causou inundações generalizadas no sudeste do Texas e na área de Houston, fazendo com que muitos dos bayous locais ultrapassassem os seus bancos e inundassem áreas residenciais. Mais de 1 000 pessoas foram resgatadas das águas da cheia. Em Houston todos os serviços de autocarro e de comboios foram fechados temporariamente em Houston. O telhado de um prédio do Serviço Postal dos Estados Unidos desabou, deixando três pessoas com ferimentos leves. O Aeroporto Intercontinental George Bush fechou por cerca de 90 minutos devido a inundações nas pistas, cancelando 655 voôs. Mais de 38 in (97 cm) da chuva caiu em Beaumont. 41.81 in (106.2 cm) polegadas  de chuva foram relatadas na I-10 entre Winnie e Beaumont, com quase 30 in (76 cm) caindo em apenas 12 horas. A chuva caiu a mais de 5 in (13 cm) por hora em vários locais.

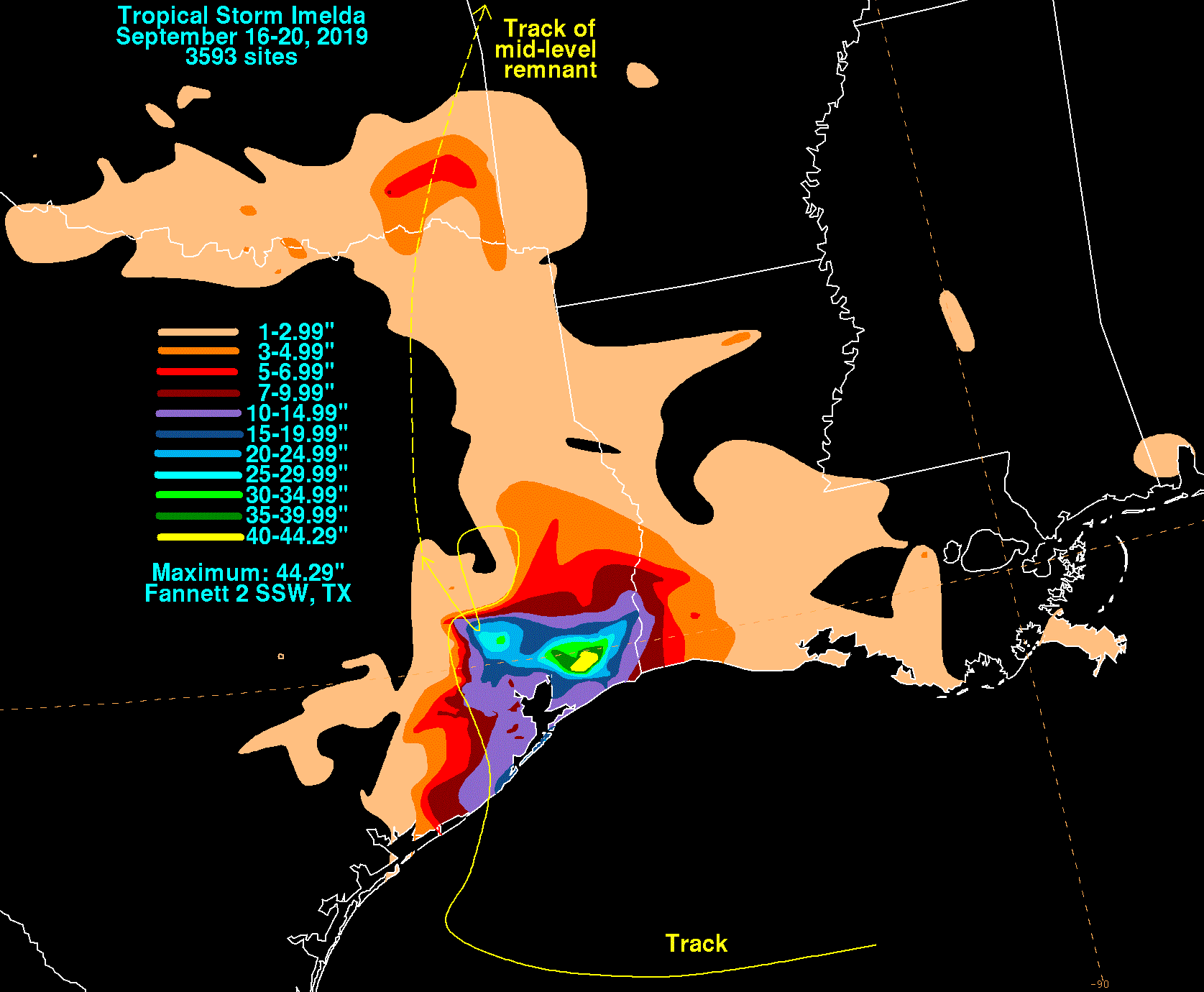
As chuvas mais fortes de Imelda, superiores a 40 in, estavam concentrados em uma pequena área no sudeste do Texas, enquanto as chuvas mais leves se estendiam aos estados vizinhos

As águas da cheia de Bayou, Lou, inundaram Huffman em 20 de setembro, um dia depois que as chuvas diminuíram. Pelo menos 50 pessoas precisavam de resgate em toda a comunidade. Em Houston, centenas de casas foram afetadas pelas inundações e mais de 1 600 veículos foram rebocados. Somente no condado de Harris, 422   as pessoas precisavam de resgate em alto mar; a Guarda Nacional do Texas resgatou 130 pessoas. Durante a enchente, nove barcaças escaparam de um estaleiro e pelo menos duas atingiram a ponte Interestadual 10 sobre o rio San Jacinto, causando danos visíveis a algumas das colunas que sustentavam a rodovia. A ponte foi posteriormente fechada ao tráfego nas duas direções. Em 23 de setembro, foram relatados danos no Texas em US $ 3   milhão. Os Centros Nacionais de Informação Ambiental estimaram que os danos totais excedam US $ 1   bilhão. Aon Benfield Analytics estima perdas totais para US $ 2 bilhões.
Um homem em uma carrinha submersa foi declarado morto em um hospital local em Houston, provavelmente devido a afogamento. Outro homem foi eletrocutado por uma linha elétrica caída e se afogou. Em 21 de setembro, pelo menos 5 mortes foram atribuídas à tempestade, com mais uma morte ainda sob investigação.

## Registos
Imelda quebrou vários recordes de chuva nos Estados Unidos, produzindo mais de 42 in (1,100 mm) de chuva para perto de Winnie, Texas. Atualmente, Imelda é o 7º ciclone tropical mais chuvoso a impactar os Estados Unidos, 5º mais chuvoso nos Estados Unidos contíguos e 4º mais chuvoso no estado americano do Texas.